# Третий корпус Северовирджинской армии
Третий корпус Северовирджинской армии (англ. Third Corps, Army of Northern Virginia) представлял собой часть армии Конфедерации в годы американской гражданской войны. Корпус был сформирован в мае 1863 года и просуществовал до самой капитуляции армии генерала Ли 9 апреля 1865 года.

## Формирование
После гибели генерала Томаса Джексона в сражении при Чанселорсвилле, главнокомандующий Роберт Ли был вынужден найти другого командира для Второго Корпуса Северовирджинской армии. Рассматривались кандидатуры Джона Худа, Ричарда Андерсона, Дэниэля Хилла, Эмброуза Хилла, Ричарда Юэлла, Лафайета Мак-Лоуза и Джеба Стюарта, но в итоге Ли выбрал Юэлла. Но чтобы не оскорбить этим генерала Хилла, который был старше Юэлла по званию, Ли создал специально для него Третий корпус. Второй корпус был поделен: три дивизии остались в его составе, а дивизия Хилла была выделена в Третий корпус и к ней была добавлена дивизия Андерсона из Первого корпуса. Чтобы сформировать третью дивизию, Ли снял две бригады с укреплений Ричмонда (бригады Петтигрю и Брокенбро), присоединил к ним две бригады из дивизии Пендера и передал новую дивизию под командование Генри Хета.
В итоге корпус стал состоять из трех дивизий:
- Дивизия Ричарда Андерсона
- Дивизия Генри Хета
- Дивизия Уильяма Дурси Пендера

## 1863
Когда летом 1863 года Ли начал Геттисбергскую кампанию, Третий корпус, как самый крупный, двигался в арьергарде армии. Однако, именно он первый встретил противника под Геттисбергом 1 июля, когда дивизия Хета вступила в соприкосновение с частями I-го федерального корпуса. В тот день только две дивизии корпуса (Хета и Пендера) принимали участие в бою, дивизия Андерсона шла последней и не была послана в бой в первый день. В тот день две дивизии корпуса сумели сбить противника с позиций, но при этом был ранен генерал Хет и попал в плен генерал Арчер. Сам генерал Хилл оказался нездоров и далее его корпусом командовал лично генерал Ли.
Дивизию Хета поручили генералу Петтигрю, и вместе с дивизией Пендера она простояла в резерве все 2-е число, причем снарядом был ранен генерал Пендер. Дивизию Андерсона передали Лонгстриту и она участвовала в боях на правом фланге
На третий день дивизия Петтигрю была выделена для участия в «атаке Пикетта».
Третий корпус пострадал более всех корпусов в те дни, потеряв около 9 000 человек. Было так же потеряно много офицеров, в том числе шесть из 13-ти бригадных командиров и два дивизионных командира. Корпус первым был отправлен в Вирджинию на реорганизацию. Его дивизиями командовали теперь Хет, Андерсон и Кадмус Уилкокс. Осенью корпус принял участие в кампании Бристоу. В сражении у Бристо-Стейшн Хилл атаковал федеральный II-й корпус своими двумя дивизиями, но попал под фланговый удар V-го федерального корпуса и отошел с большими потерями. Выбыло из строя 2000 человек и убит генерал Карнот Посей.

## 1864
По причине тяжелых потерь к корпусу были добавлены новые бригады: две к дивизии Хета и две к дивизии Уилкокса. Корпус принял самое активное участие в сражении в Глуши, где стал ключевым фактором победы. Чуть позже, при Спотсильвейни, его держали в резерве. Хетт снова оказался нездоров и Джубал Эрли временно принял командование корпусом. При Колд-Харборе корпус был задействован только частично. После сражения Уильям Махоун стал командовать прежней дивизией Андерсона. Во время сражения на Норт-Анне корпус оказался на самом ожесточенном участке сражения и действовал удачно. Впоследствии командование корпуса часто осуждали за то, что они не воспользовались плодами удачи после Норт-Анны. В трех сражениях 1864 года корпус потерял 5 000 человек но все еще оставался крупнейшим в армии, насчитывая 17 000 человек.
Перед Питерсбергом корпус был усилен отрядом Роберта Хука (7 500 человек). Сразу после Колд-Харбора корпус отправился под Питерсберг, где успел остановить армию Гранта и затем перенес все трудности окопной войны под Питерсбергом. Корпус Хука позже вывели из состава корпуса. который сократился до 16 000 человек. Корпус одержал последние крупные победы на востоке, разбив, в частности, федеральный корпус Хэнкока в сражении при Римс-Стейшн, и корпус Бернсайда в сражении у Воронки, где особенно отличилась дивизия Махоуна.

## 1865
К концу 1864 года Третий Корпус заметно уменьшился в размере, сократившись до 12—15 тысяч человек. Эти цифры наглядно показывают, как уменьшилась армия генерала Ли. Питерсберг продержался в осаде почти год, но в марте 1865 года он был сдан. Корпусу было приказано прикрывать отступление армии в юго-западную Вирджинию. 2 апреля во время боя на улицах города (Третье сражение при Питерсберге), был смертельно ранен командир корпуса, Эмброуз Хилл. Командование временно принял Генри Хет, но почти сразу после этого корпус был объединен со II-м корпусом генерала Лонгстрита. Дивизии бывшего корпуса сражались еще две недели вплоть до капитуляции при Аппоматоксе 9 апреля.
За время существования корпуса лишь два бригадных командира и один дивизионный продержались на своей должности до конца войны.